# Foxford
Foxford is een plaats in het Ierse graafschap Mayo. De plaats telt 944 inwoners. Het dorp ligt aan de spoorlijn van Dublin - Ballina. Vanaf het station vertrekken dagelijks zeven treinen richting Dublin.

## Geboren
- William Brown, opgeklommen tot admiraal in de Argentijnse marine